# أرتيم تيريخوف
أرتيم تيريخوف (بالأوكرانية: Тєрєхов Артем Віталійович)‏ هو لاعب كرة قدم أوكراني في مركز الدفاع، ولد في 31 مارس 1992 في Yavornytske ‏ في أوكرانيا. لعب مع نادي بوكوفينا تشيرنوفتسي ‏.

## وصلات خارجية
- أرتيم تيريخوف على موقع اتحاد أوكرانيا (الإنجليزية)
- أرتيم تيريخوف على موقع قاعدة بيانات كرة القدم.إي يو (الإنجليزية)
- أرتيم تيريخوف على موقع Soccerway.com (الإنجليزية)